# Veh Antioch Khosrow
Veh Antioch Khosrow (persa medio, literalmente, "mejor que Antioquía Cosroes ha construido esta"), también llamado Rūmagān (persa medio por "ciudad romana"), Antiocheia Chosroou (griego), al-Rūmīya (árabe: الرومية), o Beh-az-Andīw-e Khosrow (persa moderno: به از اندیو خسرو, "Mejor que Antioquía de Cosroes"), fue una ciudad fundada por Cosroes I en las cercanías de Ctesifonte, Imperio sasánida, que fue poblado por prisioneros de guerra deportados del Imperio Bizantino.
Cosroes I capturó la ciudad de Antioquía en 540; la ciudad fue destruida y su población fue deportada a esta nueva ciudad. Según Jacob de Edessa, los prisioneros de guerra de las ciudades de Sura, Alepo, Antioquía del Orontes, Apamea, Al Raqa, y Batnai en Osroena fueron deportados a esta nueva ciudad.
Procopio de Cesarea proporcionó información detallada sobre la construcción de la ciudad, basándose en fuentes sasánida. Según al-Tabari y al-Tha'alibi, la ciudad se construyó de forma idéntica a la ciudad de Antioquía del Orontes y Cosroes hizo todo lo que estaba en su poder para que los residentes quisieran quedarse.
La ciudad fue gobernada por Barāz, un cristiano de Gundeshapur.
La ciudad fue capturada por los musulmanes árabes invasores bajo Khalid ibn Urfuta.